# Росія на Дитячому пісенному конкурсі Євробачення
Дебют Росії на Дитячому пісенному конкурсі Євробачення відбувся у 2005 році, і до 2021 року брала участь у кожному випуску конкурсу Дитячого Євробачення. Першим представником країни на конкурсі став Владислав Крутських, що виконав пісню «Дорога к солнцу» (Дорога до сонця), з якою посів 9 місце.
Росія двічі перемагала на Дитячому Євробаченні. Першу перемогу країні принесли Сестри Толмачови у 2006 році з піснею «Весенний джаз» (Весняний джаз), другу ― Поліна Богусевіч у 2017 році, що виконала пісню «Wings» (Крила).
Попри дві перемоги Росії на Дитячому пісенному конкурсі Євробачення, країна жодного разу не ставала його господаркою.

## Учасники
Умовні позначення
     Переможець
     Друге місце
     Третє місце
     Четверте місце
     П'яте місце
     Останнє місце
| Рік  | Місце проведення | Учасник                            | Пісня                                           | Місце | Бали |
| ---- | ---------------- | ---------------------------------- | ----------------------------------------------- | ----- | ---- |
| 2005 | Гасселт          | Владислав Крутських                | «Дорога к солнцу» (Дорога до сонця)             | 9     | 66   |
| 2006 | Бухарест         | Сестри Толмачови                   | «Весенний джаз» (Весняний джаз)                 | 1     | 154  |
| 2007 | Роттердам        | Олександр Головченко               | «Отличница» (Відмінниця)                        | 6     | 105  |
| 2008 | Лімасол          | Михайло Пунтов                     | «Спит ангел» (Спить янгол)                      | 7     | 73   |
| 2009 | Київ             | Катерина Рябова                    | «Маленький Принц» (Маленький Принц)             | 2     | 116  |
| 2010 | Мінськ           | Ліза Дрозд & Саша Лазін            | «Boy & Girl» (Хлопчик и Дівчинка)               | 2     | 119  |
| 2011 | Єреван           | Катя Рябова                        | «Как Ромео и Джульетта» (Як Ромео та Джульєтта) | 4     | 99   |
| 2012 | Амстердам        | Lerika                             | «Sensation» (Сенсація)                          | 4     | 88   |
| 2013 | Київ             | Даяна Кирилова                     | «Мечтай» (Мрій)                                 | 4     | 106  |
| 2014 | Марса            | Аліса Кожикіна                     | «Dreamer» (Мрійник)                             | 5     | 96   |
| 2015 | Софія            | Михайло Смірнов                    | «Мечта» (Мрія)                                  | 6     | 80   |
| 2016 | Валетта          | The Water of Life Project          | «Water of Life» (Жива вода)                     | 4     | 202  |
| 2017 | Тбілісі          | Поліна Богусевіч                   | «Wings» (Крила)                                 | 1     | 188  |
| 2018 | Мінськ           | Анна Філіпчук                      | «Unbreakable» (Непереможні)                     | 10    | 122  |
| 2019 | Глівіце          | Тетяна Меженцева й Денберел Ооржак | «A Time for Us» (Час для нас)                   | 13    | 72   |
| 2020 | Варшава          | Софія Феськова                     | «My New Day» (Мій новий день)                   | 10    | 88   |
| 2021 | Париж            | Тетяна Меженцева                   | «Mon Ami» (Мій друг)                            | 7     | 124  |